# カネイチヨウコ
カネイチヨウコ（1973年ー）は、日本のテキスタイルデザイナー。テキスタイルブランドkakapoを主催する。

## 来歴
兵庫県出身。京都市立芸術大学卒業、沖縄県立芸術大学大学院修了。
鮮やかな色彩のテキスタイルデザインを得意とし、日本国内生産にこだわった生地の開発を行う。